# ゾンビ・ヘッズ 死にぞこないの青い春
『ゾンビ・ヘッズ 死にぞこないの青い春』（原題：Deadheads）は、2011年制作のアメリカ合衆国のホラー・コメディ映画。
『死霊のはらわた』のSFXアーティスト、バート・ピアーズを父に持つブレット・ピアース&ドルー・Ｔ・ピアース兄弟が制作したインディーズ・ホラー・コメディ。マイケル・ムーアが「最も愛すべきゾンビ映画!!」と絶賛し、各国のゾンビ映画ファンを熱狂させた。

## あらすじ
オタク系青年マイクはある日目覚めると、死体袋の中に入れられていることに気づく。なんとか袋を破って脱出した彼は、ゾンビの集団と人間たちが戦う光景を目撃、自分も撃たれてしまう。だが、銃撃を受け重い傷を負ったにもかかわらず、全く痛みを感じない。マイクは今自分が置かれている状況が理解出来ず戸惑う。
すると、ブレントと名乗る陽気な腐りかけた男が彼に話しかけてきた。そして彼の口から、自分がゾンビでありながらなぜか人間の記憶と知性を取り戻し、ゾンビとしても人間としても中途半端な状態の“半分ゾンビ”になったことを知る。
その時マイクは、ポケットの中から愛する恋人に渡しそこねた婚約指輪を見つけ、ブレントと共に人間とゾンビを使い分けながら恋人捜しの旅に出ることを決意する。だが、そんな2人の行く手には腕利きのゾンビハンターたちが待ち構えていた。

## キャスト
- マイク：マイケル・マッキディ
- ブレント：ロス・キッダー
- チーズ：マーカス・テイラー（吹替：徳石勝大）
- トーマス：トーマス・ガラッソ（吹替：金子修）
- エミリー：エデン・マリン
- マスターソン：レナード・ケリー＝ヤング